# Ма Минфан
Ма Минфан (кит. 马明方; 14 декабря 1905 года ― 12 августа 1974 года) ― государственный деятель Китайской Народной Республики.
Родился в деревне Ецзятунь округа Мичжи провинции Шэньси в крестьянской семье. Весной 1925 года был принят на работу в Четвёртую нормальную школу при провинциальном департаменте Джуд, где занимал должность руководителя группы и секретаря отделения Коммунистической партии Китая. В 1931 году Ма Минфан занял должность исполняющего обязанности секретаря Специального комитета КПК в провинции Шэньси, с 1934 по 1937 год был секретарём провинциального комитета КПК Шэньси.
После начала войны с Японией стал членом президиума КПК в регионе Шэньси-Ганьсу-Нинся и исполняющим обязанности министра Министерства внутренних дел и директором Департамента по гражданским вопросам. Из-за болезни в 1938 году отправился на учёбу в Советский Союз в Коммунистический университет трудящихся Востока, где также прошёл курс лечения. В 1941 году возвратился в Китай.
Первый секретарь комитета Коммунистической партии Китая в своей родной провинции Шэньси (октябрь 1949 ― август 1954) и губернатор Шэньси (январь 1950 ― август 1954). Член в кандидаты 7-го Центрального комитета Коммунистической партии Китая и полноправным член 8-го Центрального комитета Коммунистической партии Китая.
Умер в Пекине во время культурной революции.